# Politique structurelle
Une politique structurelle est une politique publique visant à transformer les structures du système économique, qu'il soit national ou international. Sa finalité est souvent d'accroître la croissance potentielle et d'atteindre des objectifs macroéconomiques.

## Concept
Les politiques structurelles ne font pas l'objet d'une liste aux contours clairs. Toute politique qui modifie les fondements d'une économie, de telle sorte que les processus de production ou d'allocation des ressources ou des richesses en sont durablement affectés, est une politique structurelle. Les politiques structurelles ont généralement pour principal objectif l'augmentation de la croissance potentielle. 
Dans un article de 2003, Stéphane Tulet essaie d'énumérer les politiques structurelles. Il compte parmi elles la politique industrielle, car elle modifie le poids économique des secteurs d'activité et génère de l'emploi dans l'industrie ; les politiques d'émergences ; les politiques de développement du tourisme ; les politiques visant à renforcer ou à sauvegarder la concurrence ; les politiques de régulation, qui modifient les règles du jeu sur les marchés des facteurs de production ; les politiques visant à la création d'infrastructures publiques ; les politiques destinées à dynamiser la recherche ; les politiques de réformes administratives ou fiscales.
Les réformes structurelles sont appelées par les économistes qui considèrent que des facteurs d'ordre structurel, et non conjoncturel, empêchent une économie de fonctionner correctement et de produire les meilleurs effets. Les politiques structurelles s'opposent donc, de facto, aux politiques de la demande ou aux politiques de l'offre, en ce que ces dernières sont conjoncturelles.

## Effets
Les politiques structurelles se définissent par leurs effets profonds et de long terme. La promotion de la croissance économique est souvent l'objectif affiché d'une réforme structurelle, quoique cela comprenne également la promotion de la croissance, la création d'emplois, la stabilité monétaire, l'amélioration des conditions de vie, le développement durable, etc. 
Ces domaines sont traités par les politiques structurelles parce qu'ils sont les plus propices à générer une croissance saine dans le futur. La politique structurelle, via ses réformes éducatives ou liées au marché du travail, vise donc bien à poser les bases d'une croissance future. 